# San Pedro (Misiones)
San Pedro es una ciudad argentina de la provincia de Misiones y cabecera del departamento homónimo.
Se encuentra ubicado a una latitud de 26°37′ S y una longitud de 54°6′ O. En 2010 la población urbana alcanzaba los 10 397 habitantes según el censo. En todo el ejido municipal había 31 051 habitantes, que incluía también las poblaciones de Pozo Azul (escindido en 2017), Terciados Paraíso, Cruce Caballero, Tobuna y Piñalito Sur.
La principal vía de comunicación con otras ciudades de la provincia es la Ruta Nacional 14. El municipio posee una gran cantidad de araucarias (pino Paraná) de la especie llamada localmente cury, un árbol protegido por las leyes de Argentina, por lo que no puede ser talado. Para cuidarlos se ha creado el parque provincial de la Araucaria, además cuenta con gran cantidad de otros parques y reservas (parque provincial Moconá, Reserva de Biósfera Yabotí, parque provincial Cruce Caballero, parque provincial El Piñalito, etc.). 

## Historia de San Pedro
Después de la guerra de la Triple Alianza varias compañías inician una búsqueda de yerbales en zonas no exploradas. Entre los exploradores podemos mencionar a Carlos Bosetti (italiano), quien descubrió gran parte de los yerbales de San Pedro y San Antonio. En 1874 el empresario Juan Goicochea, equipo una expedición al mando del brasileño Fructuoso Moraes Dutra, quien descubrió un gran manchón con miles de plantas de Yerba Mate Silvestre en la región que hoy se encuentra la localidad de San Pedro. 
Pero existía un problema para extraer la yerba, ya que se encontraban viviendo en la zona dos grupos indígenas, uno liderado por Fracrán y otro por Bonifacio Maidana. El primero con intenciones de malonear y el segundo más pacífico, debido a su origen criollo, que era natural de Santo Tomé y había sido capturado de niño por los guaraníes, luego de asaltar el grupo con el que iba, terminaron por criarlo.
En 1875 la fracción de Maidana, que contaba aproximadamente con 150 personas, firmó con Moraes Dutra un pacto que más tarde se conocería como “Pacto de la Selva”, que permitió la penetración de los Yerbateros y sus comitivas a esta zona de Misiones. Estas relaciones cordiales entre los indios y los descubierteros alentaron la navegación por el río Uruguay y a nuevas empresas a la actividad yerbatera.
Apenas formado el Territorio Nacional de Misiones comenzó el proceso de colonización y organización administrativa del territorio. De este modo en 1895 el gobernador Juan Balestra organizó Misiones en 14 departamentos, siendo uno de ellos el de San Pedro, que a partir de esa fecha hasta 1947, se encontraba al margen del Río Paraná. Recién se situara en su ubicación actual en 1960, con pequeñas modificaciones entre 1970 y 1978. 
Aunque la colonia Oficial de San Pedro siempre estuvo emplazada en el sitio actual que correspondía a los Grandes Yerbales que los descubierteros encontrarían y estaría rodeado de grandes Araucarias. En un primer momento pertenecería al departamento de Monteagudo, motivo por el cual se lo conocía como San Pedro de Monteagudo. También  conocido por el gobierno y los viajeros como la capital de las Altas Misiones.
En 1880 estaba habitado por un grupo poblacional compuesto por 120 guaraníes pertenecientes a la tribu de Maidana y desde 1877 un grupo de 4 familias se trasladaron desde Campo Eré Brasil, iniciado su poblamiento ellos eran: Aparicio Grondona, Berlardino Machado, Manuel Ferreira y Gabino Sarredo con sus familias, que llegaron al lugar el 29 de junio (Día de San Pedro y San Pablo),  que llegaron desde en busca de yerba mate. Instalándose en San Pedro, donde se asientan en casas de madera de araucaria muy separadas unas de otras. 
En 1895 se creó el Juzgado de Paz y Registro Civil, organismo que anota el 8 de septiembre de 1895 como primer nacimiento el de Brasiliana Portillo, hija de Victorio Portillo y Genoveva Villasenti. También se instala el primer destacamento policial, a cargo de Ciriaco Sanjurjo, y de la misma manera llega la primera escuela en 1899, cuya directora fue María Luisa de Pintos.
A principios de 1900 por orden del gobierno nacional, se traza el primer centro urbano, siendo los encargados los agrimensores Juan Queirel y Gustavo Perret (el 15 de noviembre de 1900). Ya para ese entonces se divisan unas 120 casas diseminadas en el pinar con un total de 500 a 600 personas. Mientras que lo compone el centro actual del municipio, se observaban unas 40 casas de madera de araucaria edificadas a lo largo del arroyo. Donde los pobladores del lugar, incluso los indígenas, serán en su mayoría troperos, es decir quienes trasladan la yerbatera hacia su embarque en Puerto Piray, por la picada abierta en la selva por Domingo Cordero. 
Las numerosas plantas de yerba mate silvestre hacen crecer el negocio yerbatero, y el poblamiento de la zona. Entre los interesados en el producto se asientan en San Pedro empresas yerbateras de Buenos Aires como Garcia y Cía y De Agostini y Cía, con la cual vino Alfonso Guerdile; también aparecen de Brasil el señor Domingo Cordero. Esta producción y forma de vida duro hasta 1922, cuando se prohibió la explotación de los yerbales silvestres, por decreto del gobierno nacional.
Esto hasta el año 1942, cuando inicia la explotación maderera con el establecimiento de los primeros aserraderos y más tarde laminadoras o fábricas de terciados. Entre las empresas pioneras, encontramos la de Pan, Padoan y Santinelli y Celulosa Argentina. Tras estas llegaran más empresas que lograran en poco tiempo el resurgimiento del pueblo como parte del emporio maderero más importante de la provincia.  
Pero esta buena época comenzó a decrecer cuando el gobierno provincial decreto la prohibición de extracción de Pino Paraná, limitando la explotación al resto de las maderas nativas. Que con el paso de los años también irían decayendo por la sobreexplotación, costos, competencia con las maderas importadas y la falta de reconversión del municipio, cuyo mayor porcentaje de superficie representaban grandes latifundios fiscales y privados casi improductivos. 
Con la formación de la provincia de Misiones, San Pedro se convierte en un municipio. Es entonces que el Interventor Federal Adolfo Pomar, por medio del Decreto N.º 1.374, del 7 de noviembre de 1956,  llevó a la creación de la primera Comisión de Fomento de San Pedro, nombrando como primer comisionado a Mario Galeano. Comenzando de esta manera la vida institucional, que para 1958 realizara sus primeras elecciones triunfando en las mismas Nicanor Cordero.
Por acciones comunitarias a través de comisiones de Vecinos u otras, comienzan a llegar las primeras instituciones públicas como el Banco de la provincia de Misiones en 1972. Bien se crean nuevos entes como la Cooperativa Agraria de Misiones en 1970. Un hecho único a destacar es que en 1971 llegó a la comuna LAM (Línea Aérea Misiones), que por iniciativa del Gobernador Ángel Rossi adquirió un avión con capacidad para 10 personas que unía áreas de frontera con vuelos 3 veces a la semana.
En agosto del año 1974 a 12 km del pueblo, por una picada de obraje en lo que hoy es Colonia Primavera, se instaló la primera “colona”, doña Clara Jorgelina Bellot De León, originaria de Campo Grande. Era la única habitante en toda la “picada”. En el verano siguiente, (diciembre del 74 o enero del 75, no se sabe la fecha exacta) hubo un gran incendio que se inició al fondo de la picada en los obrajes. El incendio arrazo el bosque casi hasta el pueblo de San Pedro, quedando solamente uno que otro pino Paraná en pie. Rápidamente se corrió la noticia  de que en San Pedro se había quemado una zona de bosques fiscales y así comenzó a poblarse esa zona quemada con gente originaria de Campo Grande, Campo Viera, Campo Ramón, Aristóbulo del Valle, etc.
La concreción del puente el Puente Internacional Pepirí Guazú - São Miguel do Oeste fue de gran importancia en el año 1994, uniendo así las localidades de São Miguel do Oeste y San Pedro. Este puente cruza sobre el Río Pepirí Guazú que une la provincia de Misiones y el Estado de Santa Catarina (Brasil). El mismo fue gestionado y realiza durante la intendencia de Luis Castro. En cuyo gobierno comienza las mensuras y adjudicaciones de tierras fiscales, cuyo proceso se extenderá con los gobiernos posteriores, y sobre todo en la gestión del señor Miguel Dos Santos. Este incremento permitió el asentamiento de nuevos colonos y el inicio de una reconversión productiva, con nuevos cultivos y el desarrollo de actividades relacionadas al turismo.

## Tornado del 2009
En la noche del 7 de septiembre de 2009, una zona cercana a Tobuna conocida como paraje Santa Rosa, fue arrasada por un tornado categoría EF4 . El mismo provocó la muerte de 12 personas y heridas en más de 50. Muchas casas del pueblo fueron destruidas, algunas levantadas por el aire con sus ocupantes dentro, otras con daños menores perdieron sus techos. Las producciones animales y vegetales quedaron destruidas y el monte fue devastado.

## Población
El municipio contaba con 31 051 habitantes (Indec, 2010) 14 836 mujeres y 16 215 hombres. Esto la sitúa como la decimotercera unidad más poblada de la provincia con una densidad de población de 9,1 hab/km².

## Turismo
En la zona cobra auge el turismo. En este municipio se encuentran los Saltos del Moconá, que si bien están 
dentro del departamento de San Pedro, están ubicados en el límite con el departamento de Guaraní, y están más asociados al municipio de El Soberbio que al de San Pedro, debido a que es más cercano y posee mejor acceso a los saltos.

## Educación
San Pedro cuenta con escuelas dependientes del estado desde nivel inicial y primaria, también nivel secundario con orientación comercial (escuela de comercio n°17) secundario técnico (EPET n°20) secundarios con orientación agraria (Instituto de Enseñanza Agropecuaria n.° 2) y (Escuela de la Família Agrícola) desde el año 1997 San Pedro cuenta con la carrera de Tecnicatura Universitaria de Guardaparques entre otras.

### Instituto San Francisco
Institución educativa Pública de gestión privada de la localidad de San Pedro, provincia de Misiones Argentina, gestionada por las Hermanas Franciscanas Misioneras de la Madre del Divino Pastor desde su fundación en el año 1965.Brinda formación tanto a niños como a jóvenes de la región ya que cuenta con dos salas de 4 años, dos secciones de 5 años, catorce secciones de Nivel Primario y diez de Nivel Secundario siendo la única institución de la región que cuenta con todos los niveles de manera que los alumnos pueden iniciar la escuela primaria y continuar hasta la finalización de la secundaria en la misma institución, cumpliendo así con toda la escolaridad obligatoria según lo establecido en la Ley de Educación Nacional N.º 26206.